# 삼화역
삼화역(Samhwa station, 三和驛)은 강원특별자치도 동해시 이로동에 있는 북평선의 종착역이다. 과거에는 여객열차 운행도 했었으나, 현재는 화물만을 취급하고 있다. 역 장내 선로의 대부분이 쌍용양회공업 공장 부지 내에 위치하고 있으며, 열차가 도착하면 삼화역 직원들이 쌍용양회공업 공장 내로 이동하여 입환 작업을 한다.

## 역사
- 1967년 12월 30일 : 역사 준공
- 1968년 1월 25일 : 보통역으로 개업[1]
- 1968년 4월 1일 : 여객 취급 개시
- 1968년 4월 18일 : 소화물 취급 개시
- 1974년 11월 1일 : 여객과 소화물 취급 중지
- 1997년 12월 31일 : 현역사 준공

## 직결 선로
- 동해양회선(10.4 km) 이 선로는 대한민국에서 유일하게 완목식 신호기가 사용되고 있는 선로이다. 삼화역의 완목식 신호기는 한국철도공사 선정 철도기념물로 지정되었다.